# マラウイの通信
本稿は、マラウイの通信について述べる。
2007年時点では、マラウイには17万5200本の固定電話と、105万1000本の携帯電話がある。現状、国民のおよそ100人中8人しか携帯電話を所持しておらず、電話などの通信システムの普及度合は未だ十分とは言い難い。かつてマラウイは、遠距離通信システムに関してアフリカでも最貧国のひとつに数えられていたが、2000年と2007年の間に13万0000本の固定電話回線が整備されたことで大幅に改善された。なお、都市部においては多くの地域で電話を使用することが可能であるが、田舎の地域では電話普及率が未だに4分の1に達していない。2007年時点では13万9500人のインターネット利用者がおり、2003年の調査によれば、国内に18社のインターネットプロバイダが存在している。また、2001年時点の放送局の数は、ラジオが16局でテレビは1局であった。

## 電話
固定電話： 17万5200回線（2007年現在）
携帯電話： 105万1000回線（2007年現在）
電話システム：
- 国内電話：有線通信、 極超短波中継接続による通信、無線電話通信局経由の通信。
- 国際電話： インテルサット社の2箇所の衛星地球局（en:satellite earth station）経由 - うち1箇所はインド洋もう1箇所は太平洋である。

## ラジオ
ラジオ放送局： AM9局、FM5局（再放送を行う局が15）、短波2局 （3局目が放送開始準備中）（2001年現在）
ラジオ受信者： 260万人 （1997年現在）

## テレビ
テレビ放送局 1 （2001年現在）

## インターネット
インターネットサービスプロバイダ (ISPs)： 18 （2003年現在）
- 2007年時点でマラウイのインターネット利用者は13万9500人。

国名コード（トップレベルドメイン）： MW